# Tephritis stigmatica
Tephritis stigmatica är en tvåvingeart som först beskrevs av Daniel William Coquillett 1899.  Tephritis stigmatica ingår i släktet Tephritis och familjen borrflugor. Inga underarter finns listade i Catalogue of Life.